# イーゴリ・レベデフ
イーゴリ・ウラジーミロヴィチ・レベデフ（ロシア語: И́горь Влади́мирович Ле́бедев, ラテン文字転写: Igor Vladimirovich Lebedev, 1972年9月27日 - ）は、ロシア連邦の政治家。極右政党ロシア自由民主党所属。同党党首を務めたウラジーミル・ジリノフスキーの息子。

## 来歴
モスクワで生まれる。
1996年にモスクワ法律アカデミーを卒業し、その後社会学と歴史学の博士号を取得した。
2011年現在、ロシア自由民主党所属の議員であると同時に、ロシア自由民主党の青年組織のリーダーを務める。